# دستفروش (فیلم ۱۳۶۵)
دستفروش عنوان نخستین فیلم اپیزودیک سینمای ایران در پس از انقلاب ۵۷ با مضمون یا تمی فلسفی از محسن مخملباف است که در سال ۱۳۶۵ ساخته شد. این فیلم در سه اپیزود (سه بخش یا سه داستان) با عناوین «کودک خوشبخت»، «تولد یک پیرزن» و «دستفروش» به سه مرحله تولد، زندگی و مرگ انسان‌ها در سطوح یا طبقات اقتصادی بسیار ضعیف جامعه می‌پردازد.

## دربارهٔ فیلم
هر اپیزود، واجد ویژگیهایی برجسته و خاطره‌انگیز است. برای مثال در اپیزود اول که برگرفته از داستان کوتاهی از آلبرتو موراویا است، در سکانس پایانی و درست در لحظه‌ای که تماشاگر احساس می‌کند نوزاد رهاشده بر اثر فقر، بالاخره سرنوشت و خوشبختی خود را در مکان امنی بازیافته، با یک پن رو به عقب دوربین، شوک و هول و هراس شگفت‌انگیزی ایجاد می‌کند.
در قسمت دوم بازی حیرت‌انگیز مرتضی ضرابی و گریم استادانه عبدالله اسکندری بر چهره محمود بصیری در حافظه سینمای ایران نقش بسته‌است.
و همچنین نورپردازی و فیلمبرداری فوق‌العاده مهرداد فخیمی در مکانهای خفه و بسته، در قسمت پایانی (یا اپیزود سوم) نقطه ممتازی از توان فنی سینمای ایران را به رخ می‌کشد.